# 名諱
名諱是對本名的另一稱呼。不少文化中都有本名與靈魂相連的宗教思想，因此對本名用字有一定的要求和禁忌，日常使用中也有特別注意之處，在英語中稱為「Taboo name」。在中國、日本等東亞漢字文化圈中，傳統有避免直呼長輩、君主等貴人本名的習慣，這個習慣被稱為避諱。在秦朝以前，「諱」只用來稱呼死人；從秦朝開始則是生人和死人都會使用，而在日本更轉化為專指人的本名。而除了以「諱」來稱呼別人以外，還會使用「表字」。
古時如果以諱來稱呼人，被視為是極無禮的事，只有皇帝君主、與極親近的長輩，可以直稱其諱。僧侶在受戒時所取的法名並以佛門弟子的身份取的新名都算是諱（法諱），不過佛家中人，避諱的情況並不太多。
在日本有向僧侶或葬禮中死者授與戒名的儀式。因此在現在和諱和諡已經被混同，在現代日本語中亦被當成為同義詞使用。

## 漢字文化圈
以中國開始的東亞漢字文化圈中，為了避諱而使用了許多稱呼。

### 字
對成人以表字來代替名諱。
- 項籍（諱）－項羽（字）
- 郭沫若（諱）－郭鼎堂（字）

在朝鮮半島亦有使用這種方式。
- 趙光祖（諱）－趙孝直（字）

在日本的江戶時代亦有使用這種方式。
- 德川庆喜（諱）－德川子邦（字）

### 號
對文人、知識人的稱呼。
- 蘇軾（諱）－蘇東坡（號）
- 孫文（諱）－孫逸仙（號）

在朝鮮半島亦有使用這種方式。
- 李珥（諱）－李栗谷（號）
- 許楚姬（諱）－許蘭雪軒（號）

在越南亦有使用這種方式。
- 阮廌（諱）－阮抑齋（號）
- 阮攸（諱）－阮清軒（號）

在日本的江戶時代非常盛行使用。
- 新井君美（諱）－新井白石（號）
- 吉田矩方（諱）－吉田松陰（號）
- 平山潛（諱） - 平山子龍（號）

### 諡
在死後因為功績而被賜予爵位的情況下，為以諡來代替諱。
- 諸葛亮（諱）－諸葛武侯（諡）
- 王安石（諱）－王文公（諡）

在朝鮮半島亦有使用這種方式。
- 李舜臣（諱）－李忠武公（諡）

在日本的江戶時代亦有使用這種方式。
- 德川光圀（諱）－德川義公（諡）
- 伊達政宗（諱）－伊達貞山公（諡）

### 官名
對有官職的人物會以官名代替諱來使用。
- 嵇康（諱）－嵇中散（官名）
- 王羲之（諱）－王右军（官名）
- 杜甫（諱）－杜工部（官名）

對刺史等地方官會以統治的地方名來稱呼其人。
- 劉備（諱）－劉豫州（官名）
- 柳宗元（諱）－柳柳州（官名）

在日本亦有使用這種方式。
- 伴善男（諱）－伴大納言（官名）

以唐名等中國風的官名來稱呼的情況亦相當多。
- 平清盛（諱）－平相國（官名）
- 德川家康（諱）－德川內府（官名）

還有如果擁有受領名的話，都會以統治的國名來稱呼其人。
- 勝義邦（諱）－勝安房（官名）

但是在中世紀以後的日本，因為武士階級的人都會在沒有任官的情況下以百官名和受領名自稱，在這些情況下，到底是實際的官職還是單純的自稱已經不能分辨。例如織田信長被朝廷任命為右大臣，於是會有織田「右府」（右大臣的唐名）的稱呼。但是廣為人知的織田「上總介」完全是自稱的。而左衛門、右衛門、兵衛等官名亦被頻繁地使用著，因此這些官名就被當作平民的名字使用。

### 排行
亦會有以排行來代替諱的情況。
- 李白（諱）－李十二（排行）
- 白居易（諱）－白二十二（排行）

在朝鮮半島亦有使用這種方式。
- 金昌洙（諱）－金九（排行）

在日本亦有使用這種方式。
- 那須宗隆（諱）－那須與一（排行）
- 天草時貞（諱）－天草四郎（排行）

不過日本是以排行來作為假名（通稱）的命名方法之一。

### 本籍
亦有以本籍的地名來代替諱來使用的情況。
- 袁世凱（諱）－袁項城（本籍）
- 康有為（諱）－康南海（本籍）

### 通字（系字）
通字或稱系字，是指同一家族的成員使用相同的字命名，可分為輩字和祧字。

#### 輩字
在中國、朝鮮半島、越南、琉球有在同一宗族中同輩的人共用諱中特定字的習慣，這個字被稱為「輩字」。
中國在南北朝時代以後，名字出現了使用兩個字的情況，而在這兩個字中的其中一個字會由兄弟、堂兄弟等同族男子共用，來用作確認一族中的輩份，而且可以是使用相同部首的文字為輩字，也有些家族要求女子也依輩字命名。後來朝鮮半島、越南、琉球也有這種命名方式，在日本的平安時代初期亦有這種習慣。後來在日本，諱的一字被當作通字並廣泛用在一族中使用。為了與世代相傳的系字區分，把輩字稱為「列系字」，世代相傳的系字則稱為「行系字」。但「行系字」一詞在中文裡意義與輩字相同。
有些宗族、家族在兩代之間亦可以有取用特定輩字的規則，例如前代是用「水」系文字的話，根據五行學説中水生木的原理，下一代就會使用「木」系文字。有些宗族甚至有輩字詩，規定多代所用的輩字，例如孔子的後裔就依輩字詩命名。琉球人名中的輩字只用於士族男性的唐名，並不用於名乘和童名。

#### 祧字
祧字是世代相傳的系字，指同一家族或宗族中的子孫繼承父祖輩名字中所用的字。日本在平安時代中期開始，輩字演變為諱的一字被當作通字並廣泛用在一族中使用。為了與世代相傳的系字區分，把輩字稱為「列系字」，祧字則稱為「行系字」。雖然同屬漢字文化圈，但中國、朝鮮傳統中對於「某人物的諱被使用同一漢字是對這個人物的不敬」的觀念並不見於日本、越南、琉球，甚至是相反。
在日本對於平安時代中期，漢字名字使用兩個字的情況變得普遍，在後來的日本，「通字」、「系字」都被家族代代繼承，先祖的名字中的特定文字會被當作諱。在平安後期以後的皇室中，歷代天皇大半會以諱字「仁」來改名。此外例子還有伊勢平氏以「盛」字命名，房總平氏（上總氏・千葉氏・相馬氏・三浦氏）－「常」、「胤」字命名，秩父平氏（畠山氏・河越氏・江戶氏）以「重」字命名等。還有日本人為了讓後代有活躍事績的祖先的能力，會給下一代改與祖先完全一樣的名字。例如朝倉孝景、伊達政宗、毛利元春等。
琉球的祧字稱為名乘頭，是士族名乘的第一個字，例如「朝」字是第二尚氏王朝王室尚氏及其分支向氏專用的名乘頭。一些同姓但不用宗的宗族亦以名乘頭區分，如首里士族有兩個不同宗的毛姓氏族，一個以「盛」字為名乘頭，另一個以「安」字為名乘頭。
雖然中國、朝鮮取名的傳統上避免與先祖使用同樣的字，但也有例外。如中國東晉書法家王羲之的七個兒子王玄之、王凝之、王渙之、王肅之、王徽之、王操之、王獻之都有「之」字，据陈寅恪考证“之”字是天师教信徒的标志，而汪婕指出这是因為當時的習俗是“二名不偏讳”，与天师教信仰无关。而現代北朝鮮的祖孫三代國家領導人金日成、金正日、金正恩都有使用通字的情況。關於這種反朝鮮傳統的命名方法的原因引起了許多猜想，沒有確實說法。

##### 偏諱
在古代日本有避開貴人二字名中通字的習慣，這種避諱方式被稱為「偏諱」。偏諱不只是要避諱，亦有貴人會向臣下賞賜偏諱的例子，在鎌倉時代至江戶時代非常盛行。